# Linnaemya ruficaudata
Linnaemya ruficaudata là một loài ruồi trong họ Tachinidae.